# Las Tiesas
Las Tiesas es una partida rural de Villena (Alicante, España), situada al sureste de su término municipal, entre el río Vinalopó, la autovía A-31 y la Peña Rubia. Su población censada en 2015 era de 257 habitantes (INE), lo que la convierte en la partida más poblada de Villena. La población del paraje de Las Tiesas es dispersa y ha ido aumentando a buen ritmo en los últimos años dada su cercanía al casco urbano de la ciudad. 
Dentro del paraje se encuentra el lugar llamado Bulilla, donde tradicionalmente los villenenses se reúnen para comer la mona en Pascua. En este lugar, al borde de la A-31, se inauguró en 2006 el polígono industrial de Bulilla, el segundo de Villena.

## Demografía
| Población | 155 | 180 | 193 | 180 | 202 | 209 | 209 | 219 | 238 | 246 |